# Sekscylindret Kærlighed
Sekscylindret Kærlighed er en amerikansk stumfilm fra 1921 af Frank Urson.

## Medvirkende
- Wallace Reid som 'Dusty' Rhoades
- Agnes Ayres som Virginia MacMurran
- Theodore Roberts som Pat MacMurran
- Jack Richardson som Tyler Hellis
- Lucien Littlefield som Jimmy Rodman
- Guy Oliver	som 'Howdy' Zeeker
- Henry Johnson som Billy Dawson